# كريس سميث (لاعب كرة قدم مواليد 1988)
كريس سميث (بالإنجليزية: Chris Smith)‏ هو لاعب كرة قدم بريطاني في مركزي ظهير ‏ والدفاع، ولد في 31 أغسطس 1988 في غلاسكو في المملكة المتحدة. لعب مع نادي آير يونايتد ونادي بارتيك ثيسل ونادي دمبرتون ونادي ستيرلينغ ألبيون ونادي غرينوك مورتون ونادي فالكيرك ونادي كلايد.

## وصلات خارجية
- كريس سميث على موقع قاعدة بيانات كرة القدم.إي يو (الإنجليزية)
- كريس سميث على موقع Soccerbase.com (لاعب) (الإنجليزية)